# عمق ضوئي (فيزياء فلكية)
يشير العمق الضوئي في الفيزياء الفلكية إلى مستوى محدد من الشفافية. يمكن أن يختلف العمق الضوئي عن العمق الفعلي {\displaystyle \tau } و {\displaystyle z} على التوالي، اختلافاً كبيراً اعتماداً على امتصاصية البيئة الفيزيائية الفلكية. في الواقع، إن العمق الضوئي قادر على إظهار العلاقة بين هذين المقدارين ويمكن أن يؤدي إلى فهم أكبر لبنية النجم الداخلية.
العمق الضوئي هو مقياس لعامل الخمود أو الامتصاصية حتّى «عمق» محدد لمكونات النجوم.
{\displaystyle \tau \equiv \int _{0}^{z}\alpha dz=\sigma N.} 
الافتراض هنا هو أن معامل الخمود {\displaystyle \alpha } أو رقم عمود الكثافة معروفين؛ كما يمكن حسابهما عموماً من معادلات أخرى إذا كان هناك قدر لا بأس به من المعلومات المعروفة حول التركيب الكيميائي للنجم. من التعريف، من الواضح أيضاً أن الأعماق الضوئية الكبيرة تتوافق مع نسبة أعلى من التعمية (التعتيم). وبالتالي يمكن اعتبار العمق الضوئي متوسط العتامة.
يمكن حساب معامل الخمود {\displaystyle \alpha } باستخدام معادلة النقل. في معظم مسائل الفيزياء الفلكية، يصعب حل المسألة بشكل استثنائي لأن حل المعادلات المناظرة يتطلب معرفة الإشعاع الحادث وكذلك الإشعاع الذي ينتج عن النجم. هذه القيم عادةً تكون معطاة نظرياً.
في بعض الحالات، قد يكون قانون بير لامبيرت مفيداً لحساب معامل الخمود {\displaystyle \alpha }.
{\displaystyle \alpha =e^{\frac {4\pi \kappa }{\lambda _{0}}},}
حيث {\displaystyle \kappa } هو معامل الانكسار، و{\displaystyle \lambda _{0}} هو طول الموجة الواردة قبل الامتصاص أو التشتت. من المهم ملاحظة أن قانون بير لامبيرت يصح فقط عندما يحصل الامتصاص بطول موجة محدد {\displaystyle \lambda _{0}}، إلا أنه من أجل الغلاف الجوي الرمادي، يكون من الأنسب استعمال تقريب إدينغتون.
لذلك، {\displaystyle \tau } هو مجرد ثابت يعتمد على المسافة المادية من الخارج للنجم. للحصول على {\displaystyle \tau } على عمق معين z، يمكن استعمال المعادلة أعلاه مع استخدام {\displaystyle \alpha } مع المكاملة من {\displaystyle z=0} إلى {\displaystyle z=z'}.

## تقريب إدينغتون وعمق الغلاف الضوئي
نظراً لأنه من الصعب تحديد المكان الذي تنتهي فيه الصورة الضوئية للنجم وتبدأ طبقة الكروموسفير، يعتمد علماء الفيزياء الفلكية عادةً على تقريب إيدنغتون لاشتقاق المعادلة النموذجية لـ {\displaystyle \tau =2/3}.
وضع السير آرثر إيدنغتون هذا التقريب مع أخذ حقيقة أن {\displaystyle H^{-}} سينتج امتصاصية رمادية في غلاف النجم بعين الاعتبار، أي أنه مستقل عن أي طول موجي محدد ويمتص على طول الطيف الكهرومغناطيسي بأكله. في هذه الحالة:
{\displaystyle T^{4}={\frac {3}{4}}T_{e}^{4}\left(\tau +{\frac {2}{3}}\right),}
حيث {\displaystyle T_{e}} هي درجة الحرارة الفعالة على هذا العمق، و{\displaystyle \tau } هو العمق الضوئي.
هذا لا يوضح فقط وجود اختلاف بين درجة الحرارة القابلة للرصد ودرجة الحرارة الفعلية على عمق مادي معين للنجم، بل يوضح أيضاً أن العمق الضوئي يلعب دوراً هاماً في فهم الهيكل النجمي. إنه يعمل أيضاً على إثبات أن عمق الغلاف الضوئي للنجم يعتمد بشكل كبير على امتصاصية البيئة. تمتد الصورة الضوئية إلى نقطة تصل فيها {\displaystyle \tau } إلى نحو2/3، وهو ما يتوافق مع الحالة التي سيشهد فيها الفوتون –بشكل عام- أقل من انتشار واحد قبل مغادرة النجم.
يمكن إعادة صياغة المعادلة أعلاه من أجل شروط {\displaystyle \alpha } بالشكل التالي:
{\displaystyle T^{4}={\frac {3}{4}}T_{e}^{4}\left(\int _{0}^{z}(\alpha )dz+{\frac {2}{3}}\right)}
وهذا مفيد؛ على سبيل المثال، عندما يكون {\displaystyle \tau } غير معروف ولكن {\displaystyle \alpha } معروف.